# 蒙盖 (德龙省)
蒙盖（法語：Montguers，法語發音：[mɔ̃ɡe]）是法国德龙省的一个市镇，属于尼永斯区。该市镇总面积11.06平方公里，2009年时的人口为59人。

## 人口
蒙盖人口变化图示